# Nosodendron mediobasale
Nosodendron mediobasale är en skalbaggsart som beskrevs av Lea 1931. Nosodendron mediobasale ingår i släktet Nosodendron och familjen almsavbaggar. Inga underarter finns listade i Catalogue of Life.